# Kornel Czupryk
Kornel Czupryk, również Korneli, właśc. Tomasz Czupryk (ur. 31 marca 1890 w Czeremoszni, zm. 6 czerwca 1988 w Radomsku) – polski franciszkanin konwentualny, prezbiter, mistrz nowicjatu, gwardian, prowincjał, misjonarz.

## Życiorys
Urodził się 31 marca 1890 w Czeremoszni jako Tomasz Czupryk. Od 1904 kształcił się w C. K. Gimnazjum w Złoczowie, gdzie w 1908 ukończył IV klasę. W 1908 we Lwowie wstąpił do zakonu franciszkanów (Zakon Braci Mniejszych Konwentualnych). Od 1908 do 1909 odbył nowicjat (razem z nim bracia Wenanty Katarzyniec i Innocenty Guz). 8 grudnia 1912 złożył śluby wieczyste. Odbywał studia filozoficzne i teologiczne w Wyższym Seminarium Duchownym Franciszkanów w Krakowie. 11 czerwca 1916 w Krakowie otrzymał sakrament święceń kapłańskich z rąk bp. Adama Sapiehy.
W trakcie I wojny światowej posługiwał jako kapelan w szeregach c. i k. armii. W niepodległej Rzeczypospolitej pracował w konwentach franciszkańskich: w Czyszkach (od 1918 do 1919), w kościele Podwyższenia Krzyża Świętego Radomsku (od 1919 do 1920), w klasztorze i kościele Matki Bożej Anielskiej w Grodnie (od 1920 do 1921), gdzie pełnił funkcję wikarego i ekonoma klasztoru. Podczas wojny polsko-bolszewickiej mimo najazdu agresorów i zagrożenia od lipca 1920 pozostawał w konwencie wraz z gwardianem o. Błażejem Justvanem, zaś po ich wkroczeniu do klasztoru 25 sierpnia zdołał zbiec z klasztoru (w tym czasie o. Błażej został zatrzymany, a po torturach zamordowany). Od tego czasu przez około miesiąc, z uwagi na jego poszukiwanie i na ciążący na nim wyrok śmierci ze strony bolszewików, ukrywał się w przebraniu służącego we wsi Adamowicze. We wrześniu powrócił do grodzieńskiego klasztoru wraz z Wojskiem Polskim. 
W 1921 objął funkcję mistrza nowicjatu, którą pełnił w kolejnych latach; w klasztorze we Lwowie, w klasztorze franciszkanów w Kalwarii Pacławskiej i w klasztorze franciszkanów w Łagiewnikach do 1927. Od 1927 do 1933 przez dwie kadencje sprawował urząd prowincjała prowincji polskiej (tytułowany także jako prowincjał oo. franciszkanów w Polsce). W tym czasie działał na rzecz odnowy życia zakonnego, jak również prowadzenia w klasztorach biblioteka i kronik. W trakcie jego urzędowania został odzyskany klasztor w Gnieźnie (1928), podjęto wydawanie czasopisma (od 1931 jako „Wieści z Prowincji”, krótko jako „Wiadomości z Prowincjatu”, później na stałe pod nazwą „Wiadomości z Prowincji”). Udzielał wsparciu o. Maksymilianowi Kolbe w zakresie rozwoju infrastruktury zakonu w Polsce oraz podjęcia pracy misyjnej poza granicami. W tym czasie zostało założone osiedle Niepokalanów (pierwotnie o. Maksymilian planował nadać osiedlu nazwę „Zagroda Niepokalanej”, jednak o. Kornel przekonał go do nazwy Niepokalanów), gdzie wybudowano klasztor w (poświęcony przez o. Kornela 8 grudnia 1927 w uroczystość Niepokalanego Poczęcia Najświętszej Maryi Panny). Po drugim wyborze na urząd prowincjała w 1930 postanowił o założeniu misji franciszkanów w Japonii, gdzie skierował pierwszych zakonników i dokąd sam również pragnął wyjechać. Na kapitule zakonnej 20 lipca 1933 został mianowany przełożonym franciszkańskiej misji w Japonii. Po opuszczeniu Niepokalanowa wspólnie z o. Maksymilianem Kolbem od 8 września 1933 (uroczystość Narodzenia Najświętszej Maryi Panny) płynął statkiem SS Conte Rosso z Wenecji na Daleki Wschód, a 4 października tego roku (wspomnienie kościelne św. Franciszka z Asyżu) dotarł do Nagasaki. Po przybyciu obaj zakonnicy złożyli wizytę biskupowi archidiecezji Nagasaki J.K. Hayasace. W grudniu 1933 objął funkcję przełożonego misji franciszkańskiej (Klasztor Franciszkanów w Nagasaki, tzw. „japoński Niepokalanów” – jap. „Mugenzai No Sono”), zaś stanowisko gwardiana sprawował do 1936. Ponadto na miejscu był magistrem kleryków, administratorem wydawnictwa, wykładowcą teologii moralnej, prawa zakonnego i liturgiki. W tym okresie (1934, 1935) głosił także nauki rekolekcyjne w Harbinie oraz przebywał w miastach Stanów Zjednoczonych z prelekcjami na temat misji w Japonii. W okresie swojego kierownictwa w Nagasaki rozwinął misję (w 1. poł. 1936 było tam 5 księży i 24 braci), przy której założono szkołę niedzielną, w kwietniu 1936 otwarto seminarium duchowne (wówczas kształciło się 20 studentów japońskich), a „Rycerz Niepokalanej” w języku japońskich ukazywał się w nakładzie 65 tys. egzemplarzy. W korespondencji do współbraci w Polsce w 1934 Czupryk sugerował także możliwość podjęcia pracy misyjnej w sąsiedniej Korei. Powróciwszy do kraju podczas kapituły zakonnej w lipcu 1936 został wybrany na stanowisko gwardiana klasztoru franciszkanów w Poznaniu, które sprawował do 1939.
Podczas II wojny światowej początkowo mieszkał w Warszawie, a od 1942 we Lwowie. Tam od 1943 do 1946 sprawował urząd komisarza generalnego tj. przełożonego utworzonego 11 marca 1940 Komisariatu Lwowskiego. Po wojnie był gwardianem w Gnieźnie od 1947 do 1948, następnie w klasztorze franciszkanów w Krakowie od 1950 do 1953, w klasztorze w Głogówku od 1965 do 1968. W 1975 zamieszkał w Radomsku. W tym mieście zmarł 6 czerwca 1988 w wieku 98 lat.
W latach 50. XX wieku wyznał, iż w połowie sierpnia 1941 we Lwowie, gdy już dowiedział się o zatrzymaniu przez Niemców o. Maksymiliana Kolbego, doznał jego objawienia który miał do niego przemówić słowami „Zbliżam się do Boga”. Po latach o. Korneli przyznał, że za życia o. Maksymiliana widział w nim świętego, mimo że przed 1939 rokiem nikt (także współbracia zakonni) nie spodziewał się, że może zostać świętym.